# Ilôts Notre-Dame et Chevret
Das europäische Vogelschutzgebiet Ilôts Notre-Dame et Chevret (deutsch: Inseln Notre-Dame und Chevret) liegt in der Trichtermündung des Flusses Rance. Es umfasst die beiden Inseln Île Chevret und Île Notre-Dame, die zur Gemeinde Saint-Jouan-des-Guérets gehören. 
Nach einem Brand in den 1980er-Jahren, der die Vegetation überwiegend zerstört hatte, wird die Insel Notre-Dame von Flussseeschwalben zur Brut genutzt. Die Insel Cheveret ist Brutplatz einer Seidenreiher-Kolonie.

## Schutzzweck
Folgende Vogelarten sind für das Gebiet gemeldet; Arten, die im Anhang I der Vogelschutzrichtlinie geführt sind, sind mit * gekennzeichnet:
| Bild             | Anhang I | EU Code | Art              | wissenschaftlicher Name   |
| ---------------- | -------- | ------- | ---------------- | ------------------------- |
| Stockente        |          | A053    | Stockente        | Anas platyrhynchos        |
| Seidenreiher     | *        | A026    | Seidenreiher     | Egretta garzetta          |
| Silbermöwe       |          | A184    | Silbermöwe       | Larus argentatus          |
| Heringsmöwe      |          | A183    | Heringsmöwe      | Larus fuscus              |
| Eiderente        |          | A063    | Eiderente        | Somateria mollissima      |
| Krähenscharbe    |          | A392    | Krähenscharbe    | Phalacrocorax aristotelis |
| Rosenseeschwalbe | *        | A192    | Rosenseeschwalbe | Sterna dougallii          |
| Flussseeschwalbe | *        | A193    | Flussseeschwalbe | Sterna hirundo            |
| Brandgans        |          | A048    | Brandgans        | Tadorna tadorna           |